# Diphyus dictiosus
Diphyus dictiosus là một loài tò vò trong họ Ichneumonidae.